# 黒羽根秀雄
黒羽根 秀雄（くろばね ひでお、1882年〈明治15年〉8月 - 1927年〈昭和2年〉4月9日）は、日本の海軍軍人。最終階級は海軍大佐。「韓崎」艦長。「鶴見」特務艦長。「対馬」艦長。山形県東田川郡手向村（現・鶴岡市羽黒町）出身。

## 経歴
- 1882年（明治15年）8月 - 壇所院院主・黒羽根此面の長男として生れる。
- 荘内中学校（現・山形県立鶴岡南高等学校）卒業
- 1901年（明治34年）12月 - 海軍兵学校入学。同期生に山本五十六、塩沢幸一、嶋田繁太郎、吉田善吾、堀悌吉、井上継松、大野寛と、同郷手向村出身の大澤玄養などがいた。
- 1904年（明治37年）11月14日 - 海兵（32期）を卒業する（卒業成績192名中139番）[2]。海軍少尉候補生となる。
- 韓崎乗組み。日露戦争では樺太方面に従軍。
- 1905年（明治38年） 
  - 日本海海戦では、第7戦隊旗艦・扶桑で乗組み。
  - 8月31日 - 任 海軍少尉[3]。
  - 12月12日 - 免 第四艦隊付、富士乗組み被仰付[4]
- 1906年（明治39年）12月10日 - 富士乗組み被免、橋立乗組み被仰付[5]
- 1907年（明治40年）
  - 8月5日 - 橋立乗組み被免、海軍砲術学校普通科学生となる[6]。
  - 9月28日 - 任 海軍中尉[7]
  - 12月16日 - 海軍砲術学校普通科学生被免（第2期卒業[8]）、海軍水雷学校普通科学生被仰付[9]。
- 1908年（明治41年）4月20日 - 海軍水雷学校普通科学生被免、朧乗組み被仰付[10]。
- 1909年（明治42年）2月20日 - 朧乗組み被免、対馬組み被仰付[11]。
- 1910年（明治43年）
  - 4月9日 - 対馬組み被免、沖島分隊長心得被仰付[12]。
  - 12月1日 - 任 海軍大尉、補 沖島分隊長[13]。
- 1911年（明治44年）
  - 3月11日 - 補 沖島砲術長兼分隊長[14]。
  - 4月1日 - 免 沖島砲術長兼分隊長、補 沖島分隊長兼佐世保海兵団分隊長[15]
  - 6月1日 - 免 沖島分隊長兼佐世保海兵団分隊長、補 周防分隊長[16]。
  - 12月1日 - 免 周防分隊長、海軍砲術学校特修科学生被仰付[17]。
- 1912年（明治45年）5月22日 - 海軍砲術学校特修科学生教程卒業、補 対馬分隊長[18]。
- 1913年（大正2年）8月10日 - 免 対馬分隊長、補 浅間分隊長[19]。
- 1914年（大正3年） - ドイツへの宣戦布告に伴う戦役にて、第一南遣枝隊として南洋及び南米方面巡航索敵の任に当たる。
- 1915年（大正4年）
  - 12月13日 - 免 浅間分隊長、補 横須賀海兵団分隊長[20]。
  - 12月20日 - 軍艦浅間で北米沿岸より帰朝し乗員の南郷次郎等と共に拝謁と賢所参拝を仰付られる[21]。
- 1916年（大正5年）12月1日 - 任 海軍少佐、免 横須賀海兵団分隊長、補 春日砲術長[22]。
- 1919年（大正8年）
  - 7月29日 - 免 春日砲術長、補 三笠砲術長[23]。
  - 10月1日 - 免 三笠砲術長、補 常磐運用長兼分隊長[24]。
  - 11月18日 - 海軍少尉候補生の外国での実地練習に向かうため、練習艦隊乗員堀内三郎等と賢所参拝を仰付られる[25]。
  - 12月 - 常磐運用長 兼 分隊長として地中海方面にて警備の任に当たる。
- 1920年（大正9年）12月1日 - 任 海軍中佐、補 須磨副長[26]。
- 1921年（大正10年）7月16日 - 免 須磨副長、補 海軍兵学校教官兼監事[27]
- 1923年（大正12年）
  - 5月 - 十二指腸潰瘍を患う。
  - 6月30日 - 免 海軍兵学校教官兼監事、待命被仰付、但し呉に滞在すべし[28]。
  - 10月1日 - 呉鎮守府付被仰付[29]。
  - 10月15日 - 免 呉鎮守府付、補 呉海兵団福長兼教官[30]。
  - 11月10日 - 呉海軍下士官兵家族共励会の理事就任[31]
- 1924年（大正13年）11月18日 - （財）呉海軍下士官兵集会所が設立され理事就任[32]。
- 1925年（大正14年）
  - 4月20日 - 免 呉海兵団福長兼教官、補 韓崎艦長[33]。
  - 4月27日 - 呉海軍下士官兵家族共励会の理事を辞任[34]
  - 6月18日 - （財）呉海軍下士官兵集会所の理事を辞任[35]
  - 10月20日 - 免 韓崎艦長、補 鶴見特務艦長[36]。
  - 12月1日 - 任 海軍大佐[37]。
- 佐世保海軍人事部長を経る。
- 1926年（大正15年）
  - 5月20日 - 免 鶴見特務艦長、佐世保鎮守府付被仰付[38]。
  - 7月1日 - 補 対馬艦長[39]。
  - 12月1日 - 免 対馬艦長、佐世保鎮守府付被仰付[40]。（十二指腸潰瘍が再発したため艦長を辞した。）
- 1927年（昭和2年）
  - 3月20日 - 待命被仰付。但し東京に滞在すべし[41]。
  - 4月1日 - 予備役被仰付[42]。
  - 4月9日 - 永眠す。享年46。墓所は鶴岡市羽黒町手向にある。
- 没後、手向村の子供たちの間では『かんから餅 かんから餅 黒羽根大佐が死んだ』という歌が流行る。

## 栄典
位階
- 1905年（明治38年）10月4日 - 正八位[43]
- 1907年（明治40年）11月30日 - 従七位[44]
- 1911年（明治44年）2月20日 - 正七位[45]
- 1916年（大正5年）3月10日 - 従六位[46]
- 1921年（大正10年）1月20日 - 正六位[47]
- 1926年（大正15年）1月15日 - 従五位[48]
- 1927年（昭和2年）4月9日 - 正五位[49]

勲章等
- 1906年（明治39年）4月1日 - 勲六等単光旭日章・明治三十七八年従軍記章・賜金二百五十円[50]
- 1911年（明治44年）11月27日 - 勲五等瑞宝章[51]
- 1912年（大正元年）8月1日 - 韓国併合記念章[52]
- 1915年（大正4年）
  - 11月1日 - 勲四等瑞宝章[53]
  - 11月10日 - 大礼記念章（大正）[54]
- 1920年（大正9年）11月1日 - 戦捷記章[55]・大正三年乃至九年戦役従軍記章・賜金二千四百円[56]
- 1921年（大正10年）1月1日 - 勲三等瑞宝章[57]

## 家族親族
- 曾祖父：大山北李 - 庄内藩士、絵師、葛飾北斎の弟子
- 伯祖父：大山庄太夫 - 庄内藩士、留守居役
- 祖父：白井半内 - 酒田士族
- 従兄弟：服部五老 - 南画家
- 従兄弟：松平穆堂 - 書家
- 再従甥：服部二柳 - 南画家
- 再従甥：齋藤真成 - 真正極楽寺（真如堂）第53世貫主、洋画家、元・京都教育大学教授
- 父：黒羽根此面 - 黒羽根家始祖、旧姓・白井、修験者、壇所院院主
- 長男：黒羽根忠雄 - 医学博士、医師
- 孫（忠雄・長男）：黒羽根生自 - 医学博士、医師
- 孫（忠雄・長女）：黒羽根克子 - 湯浅和男（医学博士、医師）妻
- 孫（忠雄・次男）：黒羽根革躬 - 医学博士、医師
- 次男：黒羽根節雄 - 海軍軍医、医師
- 孫（節雄・長男）：黒羽根秀機 - 医学博士、医師
- 孫（節雄・次男）：黒羽根洋司 - 整形外科医師、エッセイスト